# Nathan Gershman
Nathan „Nat“ Gershman (* 29. November 1917 in Philadelphia als Nathan Gerschman; † 13. September 2008 in North Hollywood) war ein amerikanischer Cellist, der sowohl im Bereich des Jazz wie der Klassik wirkte.
Gershman, dessen Bruder der Geiger Paul Gershman ist, studierte zwischen 1936 und 1940 klassische Musik am Curtis Institute of Music in Philadelphia. Von 1940 bis 1947 spielte er im Cleveland Orchestra, um dann als Studiomusiker nach New York City zu gehen; 1954 zog er nach Los Angeles. 1957 ersetzte er den Cellisten Fred Katz im Quintett von Chico Hamilton, in dem er bis 1961 blieb und an diversen Alben und Tourneen beteiligt war. Gershman arbeitete dann wieder in den Studios von Hollywood. Als Studiomusiker nahm er mit Esther Phillips ebenso auf wie mit Lee Hazlewood oder den Beach Boys. Er ist auch auf Alben von Wayne Henderson, Neil Diamond, David Axelrod, Ronnie Laws, Geronimo Black Van Dyke Parks oder Masterfleet zu hören. 